# Beqir Balluku
Beqir Balluku (ur. 14 lutego 1917 w Tiranie, zm. 5 listopada 1975 w Linzë k. Tirany) – albański komunista i oficer armii albańskiej. 

## Życiorys
Pochodził z ubogiej rodziny muzułmańskiej, był synem Alii i Naxhije. Uczył się w szkole technicznej, ale z powodów materialnych był zmuszony przerwać naukę w szkole i podjąć pracę jako robotnik. W czasie II wojny światowej przyłączył się do ruchu oporu i szybko awansował w jego strukturach. W kwietniu 1942 został członkiem Komunistycznej Partii Albanii, a w marcu 1943 wybrano go do władz partii w okręgu Tirany.
W maju 1943 objął dowództwo nad batalionem partyzanckim Krujë Ishëm. Z początkiem 1944 został dowódcą II Brygady Uderzeniowej. W chwili kiedy wojska niemieckie opuszczały Albanię (listopad 1944) Balluku awansował na podpułkownika i zastępcę komendanta III Korpusu Armii Narodowowyzwoleńczej. W stopniu podpułkownika znajdował się w składzie orzekającym Sądu Specjalnego, który skazywał na karę śmierci osoby podejrzewane o współpracę z okupantem. Wkrótce potem został skierowany na studia do Wyższej Akademii Wojskowej im. Klimenta Woroszyłowa w Moskwie.
Po powrocie do kraju w styczniu 1948 objął stanowisko szefa sztabu generalnego armii albańskiej, zastępując Spiro Moisiu. Był uważany za oficera wspieranego przez Belgrad, ale mimo to po zerwaniu Albanii z Jugosławią zachował swoje stanowisko.
Oprócz kierowania resortem obrony był także deputowanym do parlamentu (alb. Kuvendi Popullor) i od 1948 członkiem Biura Politycznego Albańskiej Partii Pracy.
W 1952 stanął na czele resortu obrony, awansując do stopnia generała pułkownika. W historii Albanii był swoistym rekordzistą stojąc na czele tego resortu nieprzerwanie przez okres 21 lat. Odegrał bardzo istotną rolę w wydarzeniach kwietnia 1956, kiedy to na konferencji stołecznej organizacji partyjnej podjęto działania skierowane przeciwko Enverovi Hodży. Balluku zawiadomił o zagrożeniu wypoczywającego wówczas nad morzem dyktatora, dzięki czemu ten wrócił do Tirany i rozprawił się z oponentami.
Pozycja polityczna Balluku uległa wyraźnemu pogorszeniu, kiedy w latach 60. dokonano zasadniczych zmian w doktrynie obronnej Albanii. W 1961 Albania zerwała stosunki z ZSRR, swoim dotychczasowym sojusznikiem, a w 1968 wycofała się z Układu Warszawskiego. Podstawą nowego systemu obrony Albanii była idea wojny ludowej, która zakładała przekształcenie armii zgodnie z tradycją partyzancką. W opinii samego Envera Hodży Balluku miał opracować „czarne tezy” (alb. Tezat e zeza), przedstawiające zagrożenia dla bezpieczeństwa Albanii wynikające z wprowadzanych zmian.
Balluku został w 1974 pozbawiony stanowisk i internowany wraz z rodziną w Roskovecu. Stamtąd 17 września 1974 wysłał długi list do Envera Hodży, starając się wyjaśnić błędy, które popełnił jako minister obrony. Wkrótce potem aresztowany i skazany przez sąd wojskowy na karę śmierci za „zdradę stanu” i tworzenie tajnej organizacji wojskowej, przygotowującej zamach stanu. Wyrok Najwyższego Sądu Wojskowego zapadł 5 listopada 1975, w tym samym dniu prezydium parlamentu nie skorzystało z prawa łaski i w tym samym dniu Beqir Balluku wraz z grupą najbliższych współpracowników (Petrit Dume, Hito Çako) został rozstrzelany w Linzë, na przedmieściach Tirany przez oddział specjalny ministerstwa spraw wewnętrznych. Według raportu opublikowanego przez prasę albańską ostatnie słowa, jakie wypowiedział Balluku brzmiały Niczemu nie jestem winien.
Był żonaty (żona Taibe rozwiodła się z nim po aresztowaniu), miał sześcioro dzieci. W 1992 został pośmiertnie zrehabilitowany. Jego szczątki odnaleziono w 2001, zostały pochowane w Tiranie.